# Всеобщие выборы в Венесуэле (1988)
Всеобщие выборы 1988 года в Венесуэле — президентские и парламентские выборы, состоявшиеся 4 декабря 1988 года. Президентом во второй раз стал Карлос Андрес Перес от социал-демократической партии Демократическое действие, который получил 52,9 % голосов. Также социал-демократы одержали победу на парламентских выборах, получив большинство мест в Палате депутатов и Сенате. Явка избирателей составила 81,9 % на президентских выборах и 81,7 % на выборах в Конгресс.

## Кампания
Выборная кампания 1983 года состоялась на фоне продолжающегося экономического спада, обесценивания национальной валюты, высокой инфляции и коррупционных скандалов, которые усугубили кризис политической системы Венесуэлы. Как и в предыдущих кампаниях, кандидаты активно использовали телевидение, радио, баннеры и так далее.
На этих выборах правящее Демократическое действие решило выдвинуть харизматичного Карлоса Андреса Переса, уже занимавшего пост президента страны. В его пользу говорило и сильная харизма и воспоминания старшего поколения об экономическом буме времён первого президентства Андреса Переса. Против играло не только негативное восприятие правительства его однопартийца Хайме Лусинчи, но и разногласия внутри руководства ДД. Своим предвыборным лозунгом Андрес Перес сделал слово «Президент», апеллируя к собственному опыту на посту президента. Как и на выборах 1973 года, команда Андреса Переса широко использовала джинглы и активное освещение в средствах массовой информации. К ведению агитации привлекались поп-звёзды, такие как певец Хосе Луис Родригес «Эль Пума».
Основным соперником Андреса Переса был генеральный секретарь социал-христианской партии КОПЕЙ Эдуардо Фернандес. Против него играли как и его неопытность в государственной деятельности, так и в сильная оппозиция в его же партии, на стороне которой выступал основатель КОПЕЙ и бывший президент Венесуэлы Рафаэль Кальдера. Так, в самый разгар предвыборной кампании, Рафаэль Кальдера демонстративно дистанцировался от Фернандеса, что не способствовало повышению его популярности. В своей предвыборной кампании Фернандес делал ставку на своей молодости, так как был на 25 лет моложе Переса, и энергичности, в частности, придумав себе прозвище «Эль Тигре» и рекламируя себя как «нового президента».
Левые в очередной раз попытались выдвинуть единого кандидата, но вновь не смогли достичь консенсуса. Крупнейшая в Венесуэле партия левых, Движение к социализму, при поддержке Революционного левого движения во второй раз выдвинула своего основателя и лидера Теодоро Петкоффа. Вторая по влиятельности в стране левая партия, Народное избирательное движение, и поддержавшие её коммунисты, выдвинули врача-психиатра Эдмундо Чириноса. Демократический республиканский союз, ранее предпочитавший поддерживать кандидатов от двух основных партий страны, на этот раз решил участвовать в выборах самостоятельно. Его кандидатом стала Исмения Вильяальба, супруга лидера ДРС Ховито Вильяальбы. Впервые в истории Венесуэлы на пост президента претендовала женщина. Своих кандидатов выставили и другие партии, как левые, так и правые, а также группы независимых.

## Президентские выборы
В общей сложности было официально зарегистрировано 24 кандидата, но только двое из них имели реальные шансы победить на президентских выборах: социал-демократ Карлос Андрес Перес и христианский демократ Эдуардо Фернандес.
- Карлос Андрес Перес (Демократическое действие) — профессиональный политик, президент Венесуэлы в 1974—1979 годов. Лозунг предвыборной кампании — «Президент», намекавший на его опыт на посту главы государства.
- Эдуардо Фернандес (КОПЕЙ) — адвокат, экономист и политик. Заместитель генерального секретаря президента во время правления Рафаэля Кальдеры, депутат Конгресса, генеральный секретарь КОПЕЙ с 1979 года. Лозунг — «Новый президент». Поддержан партией Движение национальной целостности.
- Теодоро Петкофф (Движение к социализму) — политик и экономист, бывший партизан, член Коммунистической партии Венесуэлы, позднее один из основателей и лидеров Движения к социализму. Член Национального конгресса Венесуэлы нескольких созывов. Баллотировался во второй раз. В ходе предвыборной кампании сделал ставку на борьбе с коррупцией, значительно выросшей во время правления Лусинчи. Лозунг — «Хватит уже». Поддержан партией Революционное левое движение.
- Исмения Вильяальба (Демократический республиканский союз) — супруга лидера партии Ховито Вильяальбы, бывший советник и бывший депутат от штата Нуэва-Эспарта. Стала первой женщиной, которая баллотировалась на пост президента Венесуэлы.
- Владимир Гессен (Новое демократическое поколение) — психолог, теле- и радиоведущий, политик. Был сторонником Ренны Оттолины, после его смерти основал левоцентристскую партию Новое демократическое поколение. На выборах президента не смог набрать даже полпроцента голосов, зато его партия успешно выступила на выборах в Конгресс, более чем в 23 раза превзойдя свой результат на выборах 1983 года и сумев стать четвёртой партией страны.
- Андрес Веласкес («Радикальное дело») — профсоюзный деятель. Баллотировался во второй раз. Вновь не смог добиться каких-либо заметных успехов, но смог приобрести известность, особенно на региональном уровне, и выиграл в следующем году выборы губернатора штата Боливар.
- Хорхе Олаваррия («Новая Республика») — журналист, политик, историк и писатель, посол Венесуэлы в Лондоне (1969-1970), дважды депутат Конгресса. Поддержан консервативными кругами, выступавшими против пакта Пунто-Фихо. Баллотировался во второй раз, на этот раз от собственной партии.
- Годофредо Марин (Организация подлинного обновления) — кандидат в первой в Венесуэле протестантской партии, созданной евангельскими христианами.

### Результаты
| \| \| \| | 52,91 % |
|          |         |

|  |  |

| \| \| \| | 40,41 % |
|          |         |

|  |  |

| \| \| \| | 2,74 % |
|          |        |

|  |  |

| \| \| \| | 0,86 % |
|          |        |

|  |  |

| \| \| \| | 0,84 % |
|          |        |

|  |  |

| \| \| \| | 0,81 % |
|          |        |

|  |  |

| \| \| \| | 0,39 % |
|          |        |

|  |  |

| \| \| \| | 0,34 % |
|          |        |

|  |  |

| \| \| \| | 0,15 % |
|          |        |

|  |  |

| \| \| \| | 0,14 % |
|          |        |

|  |  |

| \| \| \| | 0,14 % |
|          |        |

|  |  |

| \| \| \| | 0,08 % |
|          |        |

|  |  |

| \| \| \| | 0,04 % |
|          |        |

|  |  |

| \| \| \| | 0,04 % |
|          |        |

|  |  |

| \| \| \| | 0,04 % |
|          |        |

|  |  |

| \| \| \| | 0,03 % |
|          |        |

|  |  |

| \| \| \| | 0,02 % |
|          |        |

|  |  |

| \| \| \| | 0,02 % |
|          |        |

|  |  |

| \| \| \| | 0,02 % |
|          |        |

|  |  |

| \| \| \| | 0,01 % |
|          |        |

|  |  |

| \| \| \| | 0,01 % |
|          |        |

|  |  |

| \| \| \| | 0,01 % |
|          |        |

|  |  |

| \| \| \| | 0,01 % |
|          |        |

|  |  |

1. ↑  Учтены как действительные, так и недействительные и пустые бюллетени

## Выборы в Национальный конгресс
| Партия                               | Оригинальное название                       | Голоса    | %     | Депутатские места | Депутатские места | Депутатские места | Депутатские места |
| Партия                               | Оригинальное название                       | Голоса    | %     | Палата депутатов  | +/-               | Сенат             | +/-               |
| ------------------------------------ | ------------------------------------------- | --------- | ----- | ----------------- | ----------------- | ----------------- | ----------------- |
| Демократическое действие             | исп. Acción Democrática, AD                 | 3 123 790 | 43,29 | 97                | ▼16               | 22                | ▼6                |
| Социал-христианская партия КОПЕЙ     | исп. COPEI                                  | 2 247 236 | 31,14 | 67                | ▲7                | 20                | ▲6                |
| Движение к социализму                | исп. Movimiento al Socialismo, MAS          | 733 421   | 10,16 | 18                | ▲6                | 3                 | ▲1                |
| Новое демократическое поколение      | исп. Nueva Generación Democrática, NGD      | 236 833   | 3,28  | 6                 | ▲6                | 1                 | ▲1                |
| «Радикальное дело»                   | исп. La Causa Radical, LCR                  | 117 562   | 1,63  | 3                 | ▲3                | 0                 | ▬                 |
| Народное избирательное движение      | исп. Movimiento Electoral del Pueblo, MEP   | 116 621   | 1,61  | 2                 | ▼1                | 0                 | ▬                 |
| Демократический республиканский союз | исп. Unión Republicana Democrática, URD     | 103 883   | 1,44  | 2                 | ▼1                | 0                 | ▬                 |
| «Формула 1»                          | исп. Fórmula 1                              | 93 228    | 1,29  | 2                 | Первый раз        | 0                 | Первый раз        |
| Организация подлинного обновления    | исп. Organización Renovadora Auténtica, ORA | 92 117    | 1,28  | 2                 | Первый раз        | 0                 | Первый раз        |
| «Национальное мнение»                | исп. Opinión Nacional, OPINA                | н/д       | н/д   | 1                 | ▼2                | 0                 | ▬                 |
| Коммунистическая партия Венесуэлы    | исп. Partido Comunista de Venezuela, PCV    | н/д       | н/д   | 1                 | ▼2                | 0                 | ▬                 |
| 58 других партий                     | 58 других партий                            | 351 709   | 4,87  | 0                 | —                 | 0                 | —                 |
| Недействительные/пустые бюллетени    | Недействительные/пустые бюллетени           | 283 635   |       | —                 | —                 | —                 | —                 |
| Всего                                | Всего                                       | 7 500 085 | 100   | 201               | ▲1                | 46                | ▲2                |
| Источник: D. Nohlen                  |                                             |           |       |                   |                   |                   |                   |

1. ↑  В выборах участвовало единым списком с Революционным левым движением
2. ↑  В 1983 году в Палату депутатов были избраны 10 представителей Движения к социализму и 2 человека от Революционного левого движения
3. ↑  Учтены голоса отданные за «Национальное мнение» и Компартию Венесуэлы
4. ↑  Учтены как действительные, так и недействительные и пустые бюллетени

| Народное голосование (%) | Народное голосование (%) | Народное голосование (%) | Народное голосование (%) | Народное голосование (%) |
| ------------------------ | ------------------------ | ------------------------ | ------------------------ | ------------------------ |
| AD                       |                          |                          | 43.29 %                  |                          |
| COPEI                    |                          |                          | 31.14 %                  |                          |
| MAS                      |                          |                          | 10.16 %                  |                          |
| NGD                      |                          |                          | 3.28 %                   |                          |
| LCR                      |                          |                          | 1.63 %                   |                          |
| MEP                      |                          |                          | 1.62 %                   |                          |
| URD                      |                          |                          | 1.44 %                   |                          |
| F1                       |                          |                          | 1.29 %                   |                          |
| ORA                      |                          |                          | 1.28 %                   |                          |
| Другие                   |                          |                          | 4.87 %                   |                          |

| Распределение мест в Палате депутатов (%) | Распределение мест в Палате депутатов (%) | Распределение мест в Палате депутатов (%) | Распределение мест в Палате депутатов (%) | Распределение мест в Палате депутатов (%) |
| ----------------------------------------- | ----------------------------------------- | ----------------------------------------- | ----------------------------------------- | ----------------------------------------- |
| AD                                        |                                           |                                           | 48.26 %                                   |                                           |
| COPEI                                     |                                           |                                           | 33.33 %                                   |                                           |
| MAS                                       |                                           |                                           | 8.96 %                                    |                                           |
| NGD                                       |                                           |                                           | 2.99 %                                    |                                           |
| LCR                                       |                                           |                                           | 1.49 %                                    |                                           |
| Другие                                    |                                           |                                           | 4.96 %                                    |                                           |

| Распределение мест в Сенате (%) | Распределение мест в Сенате (%) | Распределение мест в Сенате (%) | Распределение мест в Сенате (%) | Распределение мест в Сенате (%) |
| ------------------------------- | ------------------------------- | ------------------------------- | ------------------------------- | ------------------------------- |
| AD                              |                                 |                                 | 47.83 %                         |                                 |
| COPEI                           |                                 |                                 | 43.48 %                         |                                 |
| MAS                             |                                 |                                 | 6.52 %                          |                                 |
| NGD                             |                                 |                                 | 2.17 %                          |                                 |

## Значение
Всего на пост президента претендовало 24 зарегистрированных кандидата. Появление новых партий и кандидатов показывает на кризис двухпартийной системы.